# John Dickerson

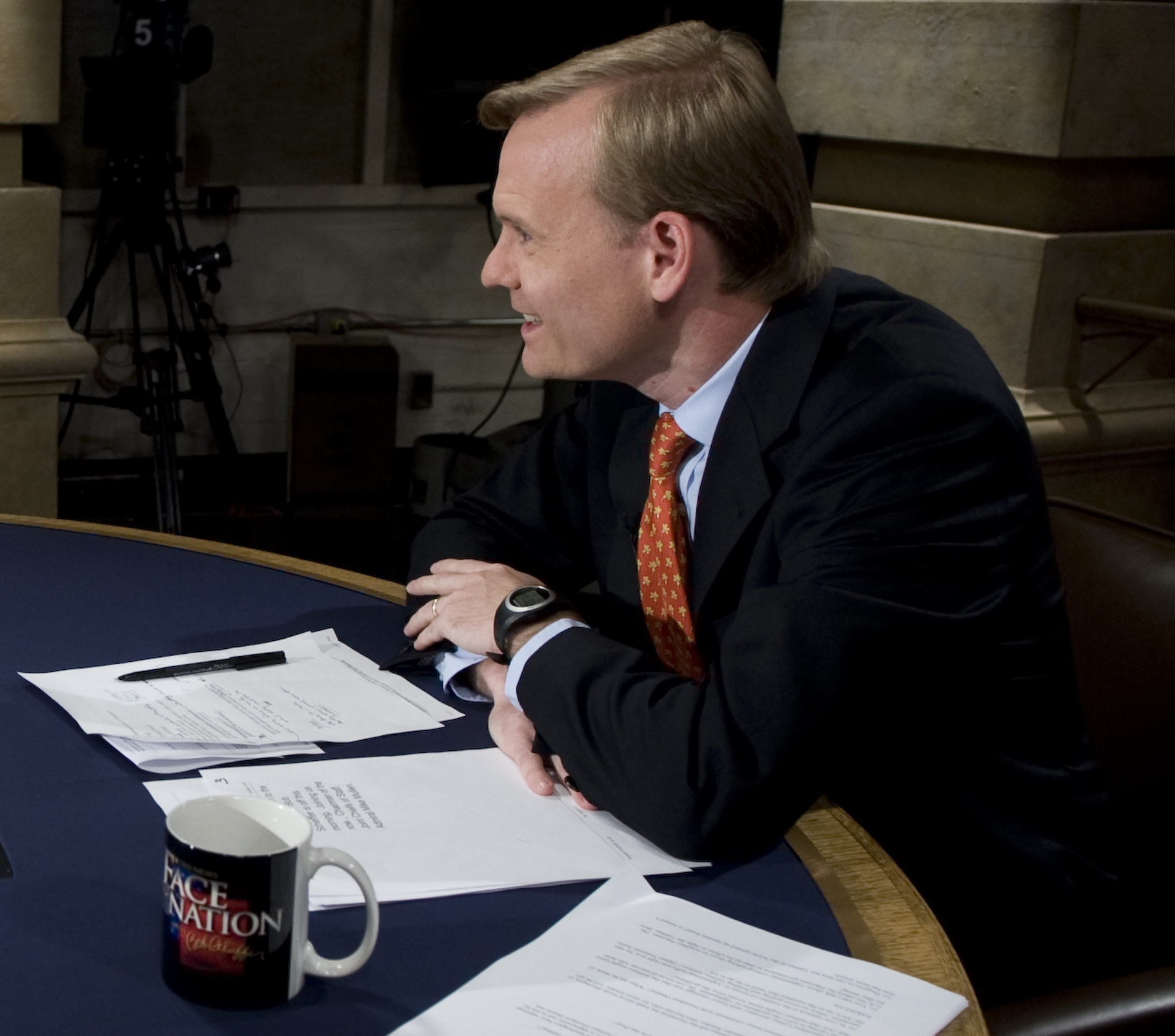
John Dickerson 2009

John Frederick Dickerson (* 6. Juli 1968 in Washington, D.C.) ist ein US-amerikanischer Journalist. Er moderierte unter anderem für den Fernsehsender CBS das Politformat Face the Nation. Seit Januar 2018 ist Co-Moderator der Morgensendung CBS This Morning.

## Leben
John Dickerson wurde in Washington, D.C. geboren und verbrachte seine Kindheit in McLean, Virginia. Sein Vater C. Wyatt Dickerson war ein Investor, seine Mutter Nancy Journalistin, die beiden waren in Washington bestens vernetzt (unter anderem waren sie mit Ronald Reagan sowie Lyndon B. Johnson und deren Ehefrauen bekannt). C. Wyatt Dickerson starb 2016 im Alter von 92 an Krebs, seine Frau Nancy war bereits 1997 verstorben.

## Karriere
Nachdem er zuvor unter anderem für das Time Magazine und Slate gearbeitet hatte, wurde Dickerson 2009 Mitarbeiter des US-Fernsehnetzwerkes CBS. 2009 moderierte er zum ersten Mal Face the Nation, seit 2015 als fixer Moderator. Er löste damit seinen Vorgänger Bob Schieffer ab. Im Jahr 2016 war Face the Nation die meistgesehene Sonntagmorgenshow in den Vereinigten Staaten, mit durchschnittlich gut 4 Millionen Zusehern. Damit lag man vor der Konkurrenz der Sender NBC (Meet the Press), ABC (This Week) und Fox News (Fox News Sunday).  Im Januar 2018 wechselte Dickerson als Co-Moderator zur Morgensendung CBS This Morning und ersetzte dort Charlie Rose.
Im Juni 2017 wurde bekannt, dass Dickerson in Zukunft auch Beiträge in der US-Zeitschrift The Atlantic veröffentlichen werde. Jeffrey Goldberg, Chefredakteur des Magazins, bezeichnete Dickerson als „einen der besten politischen Reporter der Gegenwart.“

## Werke
- On her trail, my mother, Nancy Dickerson, TV news' first woman star. Simon & Schuster, New York 2006.
- Whistlestop, my Favorite Stories from Presidential Campaign History. Twelve, New York 2016.